# Dimitri Tatanaszwili
Dimitri Tatanaszwili (gruz. დიმიტრი ტატანაშვილი; ur. 19 października 1983, w Tbilisi) – gruziński piłkarz, grający na pozycji napastnika, reprezentant Gruzji.

## Kariera piłkarska

### Kariera klubowa
Wychowanek klubu Olimpiki Tbilisi, w którym rozpoczął karierę piłkarską. Potem występował w gruzińskich zespołach Spartaki-Cchinwali Tbilisi i Ameri Tbilisi. Latem 2008 podpisał kontrakt z czeską Viktorią Pilzno. W sezonie 2009/10 został wypożyczony do SK Kladno. W sierpniu 2010 został piłkarzem ukraińskiego Metałurha Zaporoże. Zimą 2011 powrócił do Gruzji, gdzie został piłkarzem Dinama Tbilisi, zaś latem tego samego roku został zawodnikiem innego gruzińskiego klubu Metalurgi Rustawi.

### Kariera reprezentacyjna
12 września 2007 zadebiutował w narodowej reprezentacji Gruzji w towarzyskim meczu z Azerbejdżanem. Łącznie rozegrał 2 mecze i strzelił 1 gola.